# Bitwa pod Hopton Heath
Bitwa pod Hopton Heath – starcie zbrojne, które miało miejsce 19 marca 1643 podczas angielskiej wojny domowej (1642–1651).
Bitwa stoczona została w Staffordshire pomiędzy wojskami Parlamentu dowodzonymi przez baroneta Johna Gella i Breretona a armią Rojalistów pod wodzą hrabiego Northampton. Gell z łatwością wziął Lichfield i ruszył mając przy sobie około 1 500 żołnierzy i kilka dział by połączyć się z Breretonem w celu zrealizowania planowanego ataku na Stafford.
Spotkali się koło Hopton Heath i zostali tam zaatakowani przez Rojalistów, których siły składały się z 1 100 kawalerii, 100 piechoty i artylerii, włączając w to wielką armatę zwaną Roaring Meg. Po wymianie ognia artyleryjskiego jazda Rojalistów ruszyła do szarży na okopanych parlamentarzystów, zmuszając jazdę i dragonów Gella, oraz jazdę Breretona do ucieczki. Druga szarża została odparta ogniem muszkieterów Gella (wódz Rojalistów Northampton stracił konia - gdy odmówił poddania się, został zabity). Pod osłoną nocy wojska Parlamentu wycofały się, zostawiając znaczną część artylerii Gella w rękach nieprzyjaciół. Brereton wycofał się do Nantwich, podczas gdy Gell maszerował przez Uttoxeter do Derby, zabierając ze sobą ciało wodza Rojalistów Northamptona. Później usiłował bez powodzenia wymienić ciało hrabiego za utracone działa.